# Dancing On Nails
Dancing On Nails es el segundo sencillo lanzado por la banda estadounidense de hard rock We Are Harlot de su álbum homónimo.

## Lanzamiento
La canción fue lanzada inicialmente a través de la BBC Radio 1 Rock Show con Daniel P. Carter el 19 de enero de 2015. El sencillo fue lanzado oficialmente cuando la banda anunció la fecha de lanzamiento de su álbum debut, el 20 de enero y también fue acompañado por su primer videoclip. También sirvió como canción de apertura del álbum, y junto con el resto del álbum que fue producido por Kato Khandwala en Steakhouse Studios al Norte de California.

## Recepción
La canción se llama "...alto voltage de radio-rock con un gusto por los flash '80..." por Altpress escritor Matt Crane y declaró que el videoclip promoviendo la canción "Se siente como una noche de fiesta en Las Vegas en uno de los casinos baratos". Matt Crane también cree que, como resultado de la tensión vocal de Worsnop al realizar con su antigua banda Asking Alexandria que le ha permitido cantar con una voz "rasposa rockera".

## Chart performance
| Chart              | Lugar en ranking |
| ------------------ | ---------------- |
| US Mainstream Rock | #13              |
| US Rock Airplay    | #45              |